# André Huguenin
André Albert Huguenin-Bergenat (* 12. März 1929 in La Brévine; † 11. Dezember 2007 in Fenin-Vilars-Saules) war ein Schweizer Skilangläufer.

## Werdegang
Huguenin, der für den SC La Brévine startete, trat national erstmals im Jahr 1951 bei den Schweizer Meisterschaften in Erscheinung, wo er Zweiter mit der Staffel wurde. Bei den Schweizer Meisterschaften 1955 kam er auf den achten Platz über 15 km und auf den vierten Rang über 50 km. In der Saison 1955/56 holte er bei den Schweizer Meisterschaften 1956 zusammen mit seinen Brüdern Fredy Huguenin, Jean-Bernard Huguenin und Marcel Huguenin in der Staffel seinen einzigen Meistertitel und belegte im Januar 1956 in Cortina d’Ampezzo bei seiner einzigen Teilnahme an Olympischen Winterspielen den 34. Platz über 30 km sowie den 27. Rang über 50 km. In den folgenden Jahren erreichte er bei den Schweizer Meisterschaften 1957 den vierten Platz und bei den Schweizer Meisterschaften 1958 den zweiten Platz mit der Staffel.